# タマカイ
タマカイ（Epinephelus lanceolatus）は、スズキ目ハタ科に分類される魚類。ハタ科の中では最大級で、インド太平洋に広く分布する。

## 分類
1790年にドイツの医師・博物学者であるマルクス・エリエゼル・ブロッホによって Holocentras lanceolatus として初めて正式に記載され、タイプ産地は東インド諸島とされた。フェリペ・ポエはタマカイとイタヤラ（当時は Epinephelus itajara のシノニムとされていた E. quinquefasciatus を含む）を Promicrops 属に分類したが、1972年にアカハタ属の亜属とされた。これらの種は依然として近縁と考えられている。

## 分布
インド太平洋に広く分布しており、ハタの中でも分布域は広い。紅海から東アフリカにかけて、南は南アフリカのアルゴア湾まで、東はインド洋を通って西太平洋のピトケアン諸島やハワイ諸島まで、北は南日本、南はオーストラリアまで分布する。オーストラリアでは、西オーストラリア州北東部のロットネスト島から東海岸に沿ってニューサウスウェールズ州のウォイウォイまで見られる。クリスマス島やココス諸島、タスマン海のElizabeth and Middleton Reefs Marine National Park Reserveにも分布する。南オーストラリア州のヤングハズバンド半島やニュージーランド北東部からの記録もある。ペルシア湾には分布していないが、パキスタン沖とオマーン南部には分布する。バハマ諸島では侵入種に指定されているが、その地域での分布は検証が必要である。日本では伊豆諸島、小笠原諸島、和歌山県、鹿児島県、沖縄島以南の琉球列島で確認例がある。

## 形態
標準的には体長は体高の2.4 - 3.4倍である。頭部の背側輪郭と眼窩は凸状である。鰓蓋の角は丸く、縁は細かい鋸歯状であり、上縁は凸状である。背鰭は11棘と14-16軟条から、臀鰭は3棘と8軟条から成る。口は大きく、尾鰭はわずかに丸みを帯びる。側線鱗は54 - 62枚である。成魚の体色は灰褐色から暗褐色で、大きさの異なる白色斑が散らばり、鰭はより暗い色をしている。斑紋は成長とともに薄れ、種を特定することが困難になる。幼魚は黄色く、鰭には幅広く不規則な暗色の横縞と、不規則な暗色の斑点がある。一般的には全長180cmだが、最大全長は270cmに達し、最大体重は400kgとなる。全長3mの記録があるともいわれる。サンゴ礁に生息する硬骨魚類としては最大である。

## 生態
浅瀬に生息し、生息水深は1-100mである。サンゴ礁に生息し、大型の個体は岸や港でも捕獲される。海中洞窟や難破船でも見られるが、幼魚はサンゴ礁に隠れており、観察例は稀である。成魚は主に単独で行動し、サンゴ礁の外側やラグーンに縄張りを持つ。サンゴ礁外側の崖や岩場でも観察される。漁師によってシルトや泥底の濁った場所で捕獲された例もある。日和見的な待ち伏せ型の捕食者であり、様々な魚類のほか、小型のサメ、ウミガメの幼体、甲殻類、軟体動物を丸呑みにして捕食する。サンゴ礁や岩場ではイセエビ科を好む。ハワイのマウイ島沖で捕獲された全長177cmの個体の胃の内容物には、イセエビ類2匹と数匹のカニが含まれていた。南アフリカの河口においては、餌のほとんどがアミメノコギリガザミであると判明した。寿命は長く、通常単独で生活するが、好奇心が強く、ダイバーに近づくことが多い。一般に人間にとって危険とは考えられていないが、大型個体には注意を払い、手で直接餌を与えないように喚起されている。

### 繁殖
ほとんどのハタ類と同様に、タマカイは雌性先熟の雌雄同体である。産卵は月の満ち欠けに合わせて行われ、産卵期間は約7日間である。集団で産卵し、通常は雄1匹に対して雌が数匹で行われる。飼育下個体を用いた研究によると、産卵開始後最初の1、2日は優勢な雄と雌が産卵をするが、産卵が進むにつれて他の個体も多くの卵を受精させ、最近性転換した個体であっても繁殖に参加する。一部の雄は雌として性成熟してから性転換するが、雌として性成熟することなく精子を作り始める場合もある。

## 人間との関係
沖縄県での方言名としてアーラーミーバイがある。アーラミーバイは大型ハタ類の総称である。
食用として非常に価値が高く、商業漁業とスポーツフィッシングの両方で捕獲されている。香港では特に小型の個体が食用魚として重宝されており、皮、胆嚢、胃は漢方薬として使用されている。鍋や刺身として調理され、沖縄では高級料理にも用いられる。
養殖も普及しているが、稚魚の供給は限られている。台湾では飼育下で稚魚を生産しており、東南アジアの他の地域で飼育するために一部を輸出している。台湾では「ハタの王」、「魚のボス」と称されている。日本へ輸入もされている。東京の築地市場にまれに入荷する。オーストラリア・クイーンズランド州の海を象徴する魚である。食用にする沖縄県では、他の食用魚ヤイトハタとともに、タマカイの種苗生産技術を研究する。沖縄県は2011年には日本国内で初めて人工授精に成功している。
超高級魚として知られるクエとかけ合わせた雑種として「クエタマ」が2011年に近畿大学水産研究所白浜実験場で作出されており、クエと同等の食味を持つ代用魚としての普及を目指し、養殖されている。アカマダラハタとの雑種も多く養殖されている。
現代に繁栄している魚類の中では最もシーラカンスに似た形態や習性を持つとされている。そのため、水族館のアクアマリンふくしまでは、シーラカンスロボットとともに、タマカイを展示している。シカゴのシェッド水族館では「Bubba」という名のタマカイが悪性腫瘍を患い、魚類では初めて化学療法を受けて回復に成功した。
人を襲ったという記録は無いが、オセアニアの一部の地域では、「タマカイはダイバーを丸飲みにしてしまう」として恐れられている。また、NHKでも「人を襲い、頭を丸のみした怪物」と放送している。
分布が非常に広大だが漁獲圧の高い地域では絶滅しており、分布域全体でもまれな種とされる。生息数の推移に関するデータが不足していることから、2018年の時点で本種の生息状況に関しては不明とされている。食用や薬用の乱獲・飼育施設などでの展示目的での採集などによる影響が懸念されている。日本でも元々まれな種とされていたが近年は成魚の確実な確認・捕獲例がほぼなく、さらに減少することが懸念されている。2017年の時点で、沖縄県レッドリストでは絶滅危惧IA類と判定されている。
絶滅危惧IA類 (CR)（環境省レッドリスト）

## ギャラリー

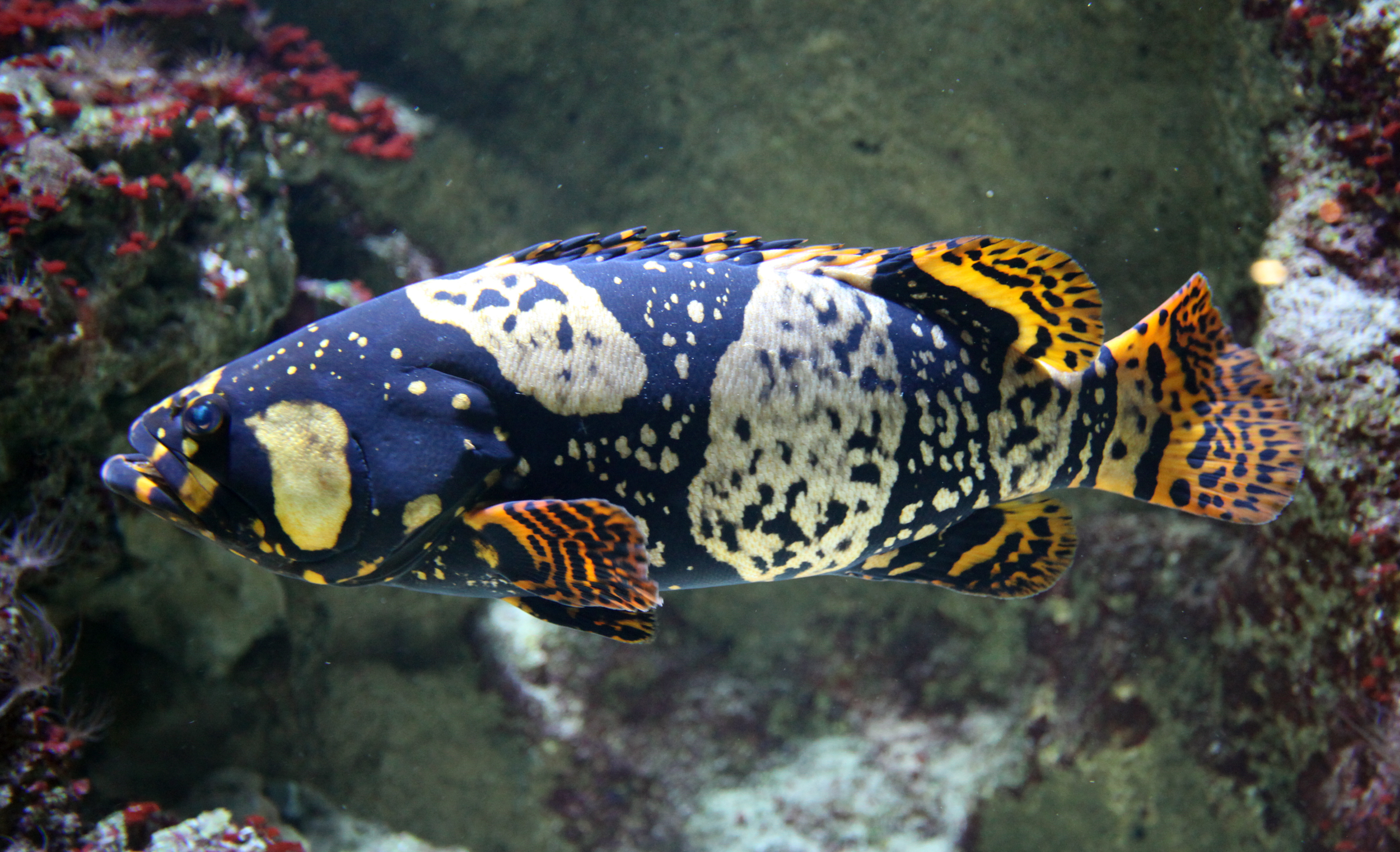
幼魚
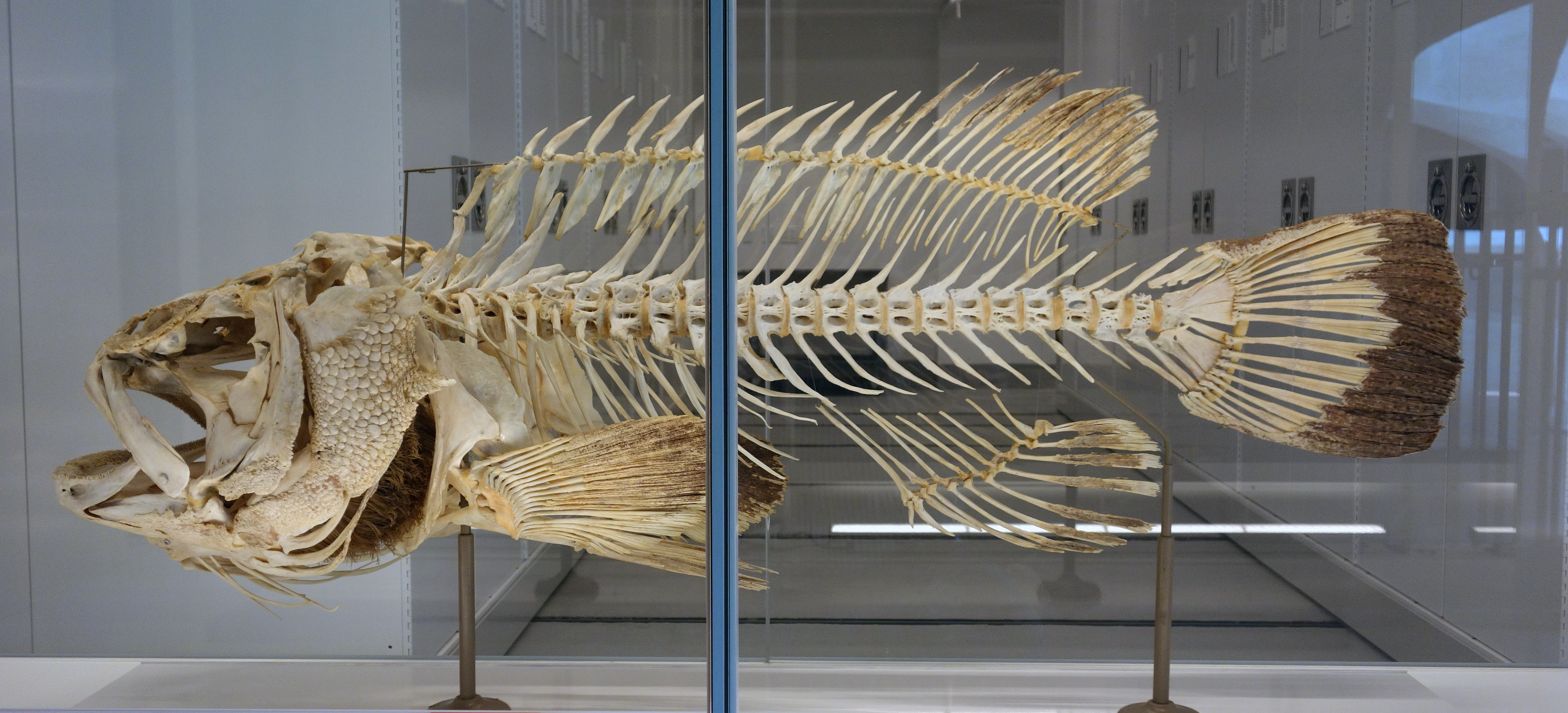
全身骨格
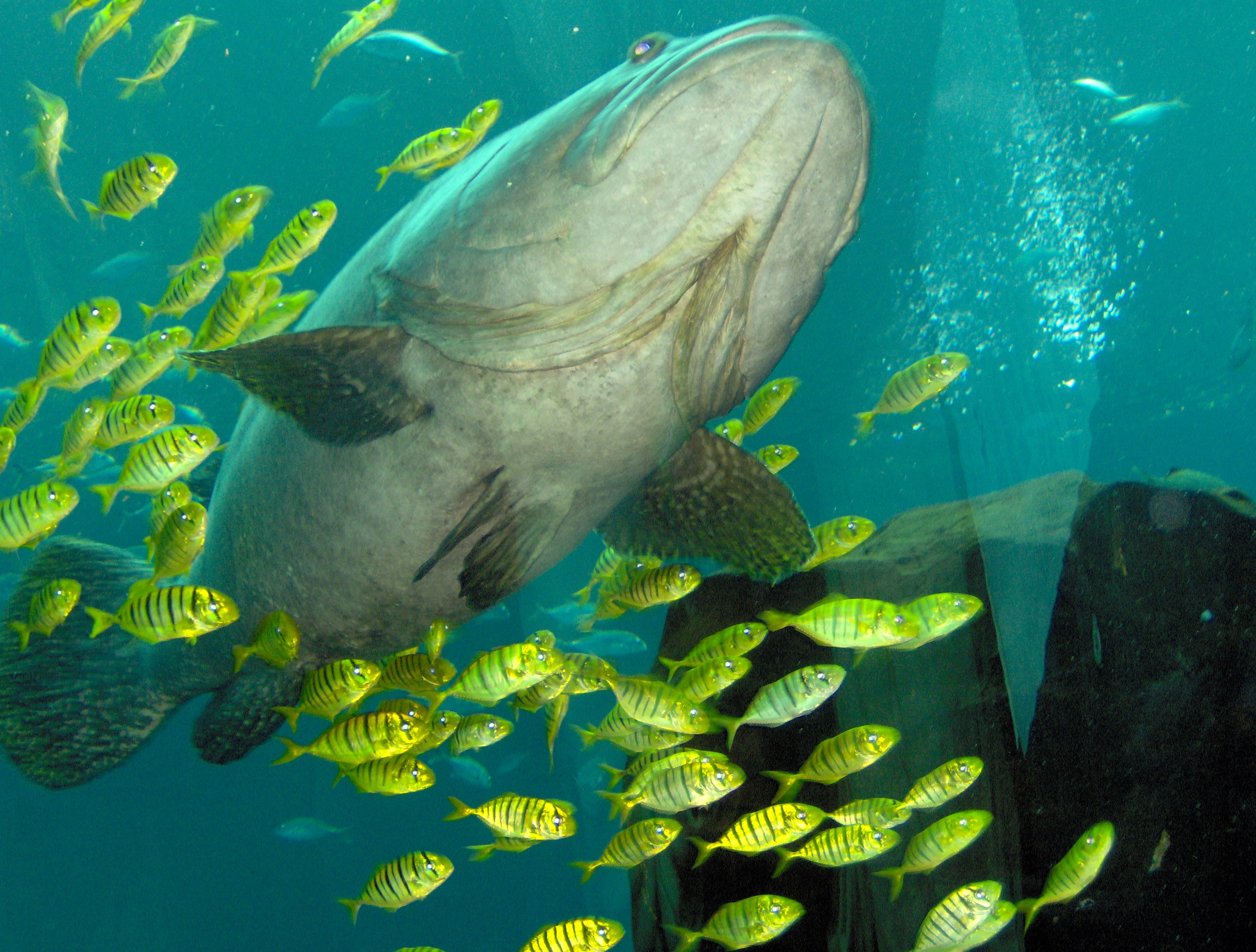
腹側
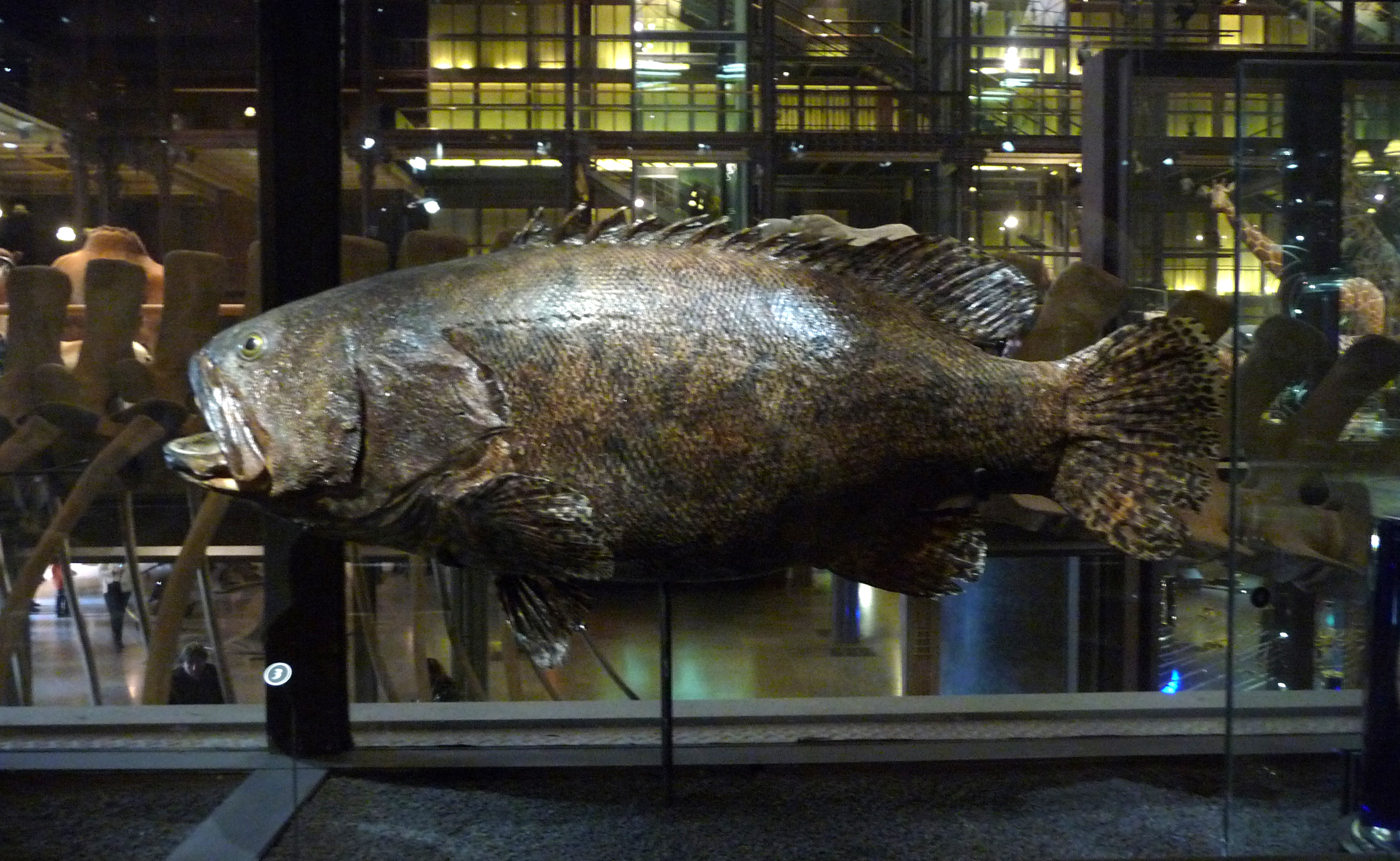
剥製